# 静岡鉄道駿遠線
駿遠線（すんえんせん）は、かつて静岡県中部、藤枝市の大手駅から新藤枝駅を経由し、駿河湾西岸、御前崎付近及び遠州灘北東岸を回って、袋井市の新袋井駅前を結んでいた静岡鉄道の鉄道路線である。大手駅 - 新藤枝駅 - 地頭方駅間の藤相線と、池新田駅（後の浜岡町駅） - 新袋井駅間の中遠線をつないで全通した、軌間762 mmの軽便鉄道で、線名は駿河国と遠江国を結ぶことが由来。なお、大手駅 - 新藤枝駅間を大手線、駿河岡部駅 - 大手駅間を岡部線として区別することもある。

## 概要
元は藤枝からの藤相鉄道（とうそうてつどう）と袋井からの中遠鉄道（ちゅうえんてつどう）が、静岡電気鉄道（後の静鉄静岡清水線）など他の運輸事業者と戦時統合して静岡鉄道となり、戦後の1948年（昭和23年）にそれぞれ藤相線・中遠線となった両鉄道の末端部をつないで一本の路線としたものである。その結果、大手 - 新藤枝 - 新袋井は全長64.6 kmと、軽便鉄道としては日本最長規模になった。
その複雑な生い立ちと長大さから、使用される車両も引き継ぎ車、静岡鉄道自社工場製を中心に種々雑多な路線であった。モータリゼーションの荒波に抗し切れず、また老朽化した大井川橋梁の架け替えに多額の費用を要することから、全通からわずか16年後の1964年（昭和39年）より区間廃止が始まり、1970年（昭和45年）7月31日限りで全線廃止、翌8月1日から代行バスに転換された。

### 路線データ
駿遠線全通時点
- 路線距離（営業キロ）：64.6 km
- 軌間：762 mm
- 複線区間：なし（全線単線）
- 電化区間：なし（全線非電化）

## 歴史

### 構想
藤枝は東海道五十三次以来の宿場町であったが、明治に入って開通した東海道本線の藤枝駅は市街地から3 kmほど南の街外れに設置された。加えて、当時東海道本線の乗り入れで活況を呈し始めた焼津から南下して遠州川崎、相良、遠州横須賀を経由し中泉（現・磐田市）に至る軽便鉄道「駿遠鉄道」の構想があり、交通要衝からの転落に焦る藤枝にとって、この構想に打ち勝つことは正に焦眉の急の議題であった。
このため、藤枝の実業家である笹野甚四郎を始めとする藤枝町や志太郡内の有志が集まって軽便鉄道の建設を計画した。そこで駿遠鉄道に対抗すべく出願されたのが、藤枝と相良方面を結ぶ「藤相鉄道」である。1911年（明治44年）8月、藤相鉄道敷設認可を受けると、同年11月には笹野を初代社長とする藤相鉄道株式会社が創立された。同時期に中遠南部でも、焼津の資本が進出してくることに危機感を覚えた地元住民により、小笠郡笠原村出身の県会議員である芝田庫太郎が中心となって袋井からの「中遠鉄道」を発起した。1911年（明治44年）10月10日、発起人に藤相鉄道の笹野も協力して敷設特許を申請。1912年（明治45年）3月9日に敷設許可がおり、同年8月28日に中遠鉄道株式会社が創立される。藤相・中遠とも、起点を駿遠鉄道計画の焼津に対して藤枝、磐田に対して袋井と換えている。

### 開業と延長
藤相鉄道の測量・工事は順調に進んだ。一方で1911年（明治44年）8月に鉄道免許状が下付された駿遠鉄道は、かなり藤相鉄道と競り合ったものの社内の内紛などもあって測量もろくに行われず、1918年（大正7年）5月に免許失効となり会社自体が消滅することになる。
藤相鉄道がまず手掛けたのは、藤枝駅と藤枝市街を結ぶ「大手線」区間で、1913年（大正2年）に開業した。
続く路線は東海道本線をオーバークロスし、大井川に迫るが、渡河予定地点は大井川河口に近く、川幅は約1 kmあり、速やかな架橋は費用の上で困難であった。このため取り敢えず大井川の右岸（西側）である大幡 - 細江を1915年（大正4年）5月に先行開業し、大井川は徒歩連絡とした。その半年後には有料の人道橋・富士見橋を買収する形で大井川区間を人車軌道として「仮開業」するという、苦肉の策を打ち出している。この人車軌道区間の運行は制約が多く、続行運転の場合は7間（約21 m）以上の間隔を空けることが義務づけられていた。また仮橋専属の巡視員を置き、桁の接合箇所を監視して常に安全状態を保つよう政府から求められていた。この区間は単線であったため、数両の続行運転をすると反対側からの運行は少なくとも30分は不可能になり、両側を運行する鉄道線のダイヤが乱れる要因ともなった。このため1918年（大正7年）には橋の中央部に交換用設備を設け、客車2両・貨車2両を待避の上限とする制約を課した上で上下線の交換を可能とした。
大井川架橋が難航する間にも、大井川の西側での路線延長ははかどり、遠州川崎町（後の榛原町）へ、さらに相良へと区間開業を重ねた。大井川の鉄道架橋（ただし道路併用橋）が正式に開業したのは、1922年（大正11年）の集中豪雨による富士見橋の流失をきっかけにした大正も末の1924年（大正13年）のことである。そして1937年（昭和12年）7月9日には鉄道専用橋も完成するが、後述するような不況の影響で資金が足りず、橋桁部分こそ鋼製だが橋脚は前時代的な木製であった。このため、橋梁上は通常で15 km/h、強風時や増水時は5 km/hの速度制限が課されており、さらに風雨の激しい時はこの区間を運休としてバスによる代行輸送を行っていた。
同じ頃、中遠鉄道も新袋井 - 新横須賀を開業させているが、こちらは沿線に越えるべき大河もなく、工事はスムーズであった。この後しばらく中遠鉄道の延長は途絶えるが、大正末期に南大坂へ延長し、また新袋井での国鉄との連絡を改善している。昭和に入って1927年（昭和2年）に新三俣まで延長され、戦前の中遠鉄道線は全通した。
藤相鉄道も1926年（大正15年）に地頭方まで延長しており、両鉄道の末端同士は15.3 kmにまで迫った。

### 戦時統合
大正末期から日本各地ではバスの進出が著しく、蒸気機関車に頼っていた中小鉄道は苦境に立たされた。藤相・中遠両鉄道も例外ではなく、特に中遠鉄道は深刻であった。このため両社は相次いでガソリンカーを導入、速度の向上で業績好転を図った。気動車運転は好成績を収めるが、1929年（昭和4年）の世界恐慌後は両社とも再び業績が下降する。
やがて太平洋戦争下の1943年（昭和18年）に打ち出された戦時統制により、藤相・中遠両鉄道は、静岡電気鉄道、静岡乗合自動車、静岡交通自動車と共に戦時統合の対象となり、「静岡鉄道」が成立する。藤相鉄道と中遠鉄道は、それぞれ静岡鉄道の藤相線と中遠線となった。

### 戦後の混乱と駿遠線全通
終戦後、藤相線・中遠線沿線には都市部からの買い出し客が殺到した。元々農業・漁業とも盛んな地域のため、食糧は豊かであり、買い出し先として絶好であった。このため戦前の苦境が嘘のように、両線とも超満員が続いた。空襲の被害を受けなかったことから運行できる車両は確保されていたが、それでも客車・気動車を総動員してもなお車両不足状態であった。ただこの時期には激増する旅客輸送に対処することに精一杯で、収益を路線設備に対して投資できなかった。ここで改軌・電化や大井川橋梁の架け替えなどの懸案事項の着手に至らなかったことは、後の駿遠線の消長に大きく影響することになる。
この頃から両線を結ぶ構想が持ち上がった。形を変えた「駿遠鉄道」の実現である。両線とも軽便鉄道であって規格もそう違わず、戦争中軍が用いていた線路が同地帯にあったことから話は進み、区間開業を経て1948年（昭和23年）に両線はそれぞれの終点であった地頭方 - 新三俣間を結ぶ形で一つにつながり、新たに「駿遠線」と呼ばれることになった。なお旧・藤相鉄道は、1925年（大正14年）に大手から北東へ伸びて駿河岡部駅に達する延長を行なったが、同区間は11年間運行しただけで戦時合併前に廃止されているため、駿河岡部 - 大手と大手 - 新袋井は、同時には存在していない。

### 衰退と終焉
戦後の混乱が明け、日本の高度経済成長が始まると同時に、モータリゼーションが鉄道に襲いかかった。特に鉄道の利点である大量・高速輸送の点で欠陥を持つ軽便鉄道は脆く、1950年代後半から1960年代にかけ、次々に姿を消していった。
駿遠線の場合は、戦後に開通した区間の大部分が、沿岸部の砂丘地帯に敷かれた軍用軌道ルートを利用していたため既存集落から離れすぎていて沿線人口が少なかった。また藤枝 - 袋井では遠回りな線形で東海道本線に比較すると遙かに時間がかかり（湯口徹によれば、開業当初5時間以上、その後のスピードアップを経ても3時間半を要したという）、運賃も高くついた。さらに、藤枝側の駿河地域と袋井側の遠州地域はもともと文化・経済圏が異なることから、沿岸部の農漁村相互での交通需要自体が少なかった。
さらに1950年代以降、貨物輸送の主流はトラックへ移行し、1959年（昭和34年）に貨物輸送を関連会社の駿遠運送へ引き継ぎ全廃した。また車両運用を考慮しても全線維持は採算に合わなくなっていったため、1961年（昭和36年）からは沿線人口の少ない地頭方 - 新三俣間は朝夕のみの運行となり、1964年（昭和39年）には藤枝市街区間の大手線と、ほぼ戦後開通区間と重なる堀野新田 - 新三俣が廃止され、駿遠線全通時代は16年間で幕を閉じた。その3年後の1967年（昭和42年）には利用客の少なかった新袋井 - 新三俣が全廃となり、旧・中遠鉄道の区間は完全に消えた。
相前後して駿遠線では、静岡市への通勤通学客を抱え、夏場には沿線の静波海岸など海水浴輸送という目玉もあり、快速列車「さざなみ」の運行も行われていた旧・藤相鉄道区間向けに、軽便鉄道の新しい形を模索しようと、軽便では異例の大きさと出力を誇る190馬力級のディーゼル機関車・DD501を1965年に自社新造するなどしたが、この機関車も1両のみの製造に留まった。道路の発展によるバス路線の整備、さらに戦後の酷使による老朽化した設備を抱えては、もはや趨勢を押し戻すことのできる状況ではなくなっていた。
そして架橋から30年余を経た大井川橋梁について、橋脚の老朽化から架け替えを検討しなければならなくなった。しかし時節柄、新しい橋は木製橋脚でなく永久橋としての架橋が求められたものの、費用面から架け替えは不可能であった。結局は1968年（昭和43年）に大井川以南を一気に廃止することになり、残るは全盛期の1/10ほどのわずか6.3 kmとなった。駿遠線は大井川以西区間からの長距離利用者の運賃で支えられている面が大きかったこと、そして路線規模が極小となったことで存在意義は完全に失われ、遂に1970年（昭和45年）7月31日を限りとして終焉を迎えた。

### 快速列車の運転
駿遠線は路線長が長いこともあり、路線全通の頃から軽便鉄道には珍しく一部の駅を通過する愛称なしの快速列車が運行されていた。定期列車の快速に加え路線短縮後の1964年（昭和39年）からは、てこ入れとして藤枝 - 大井川間は各駅停車、以遠榛原町までノンストップの海水浴客向けの夏季臨時快速が運行され、「さざなみ」の愛称がつけられた。これらの快速は1967年（昭和42年）10月に全て廃止されている。
快速列車の運転開始は1956年（昭和31年）11月で気動車を使用し、新藤枝 - 地頭方間で1日6本であった。1958年（昭和33年）10月からは新藤枝 - 新袋井間で全線直通の快速列車の運行が始まり、上下各1本の直通快速列車の他、下り快速は相良 - 新袋井間に1本（新藤枝 - 相良間は各駅停車）、新藤枝 - 地頭方間に3本が、上り快速は新袋井 - 新三俣間に2本、地頭方 - 新藤枝間に1本（新袋井 - 地頭方間は各駅停車）、相良 - 新藤枝間に1本が運行された。下り直通快速は所要2時間17分、上りの直通快速は所要2時間12分（表定速度27.6 km/h）で、後者は駿遠線全線で史上最速の列車であった。しかしこの全線直通快速は、わずか1年ほどで廃止されている。
1960年（昭和35年）には普通列車を追い越す上り快速の運行が始まり、新袋井 - 新三俣間2本、地頭方 - 新藤枝間1本、相良 - 新藤枝間2本が運行され、うち3本で普通列車を追い越すダイヤが組まれていた。また下りの快速は新藤枝 - 地頭方間で4本（うち3本は相良から各駅停車）、新三俣 - 新袋井間で2本が運行された。所用時分は最速の列車で下り新藤枝 - 地頭方間で66分（相良で3分30秒停車）、上り地頭方 - 新藤枝間で64分（表定速度26.2 km/h）であった。しかし2年後には減便に加え普通列車の追い越しもなくなり、1964年（昭和39年）の路線短縮後は新藤枝 - 堀野新田間に朝上り・夕方下り1本、三俣 - 新袋井間では朝上り1本の運行となった。
夏季臨時快速「さざなみ」は夏季の海水浴シーズンにのみ運行される臨時快速で、気動車2両が数両の客車を挟む長大編成が使用された。駿遠線の気動車の大半は総括制御のできない機械式であったため、各車に運転士が乗務し、警笛を合図にして運転操作を行っていた。またダイヤ上では、1967年（昭和42年）は最初から臨時列車のスジが設定されていた「予定臨」であり、運転日は他の定期列車の時刻変更が行われるなど、当時の国鉄並みの運用がなされていた。
駿遠線ではこれらの快速列車に小型ながらも立派なヘッドマークを用意し、専用のサボ（行先の上段に青字で『快速』と表示）も使用していた。またホーム停車中は列車の後端の脇にも「快速」の案内立て看板を掲示しており、このような例も他の軽便鉄道では見られないものであった。

### 実現されなかったルート
袋井駅 - 福田
袋井駅から袋井市旧浅羽町の諸井、長溝、磐田市旧福田町の中野を経て、太田川に橋梁を設けて、福田へ行くルートが計画されたが、実現されなかった。その後、静鉄バス（静岡鉄道バス事業の分社化により、現在はしずてつジャストライン）が袋井駅 - 福田間をバス路線として運行したが、1986年（昭和61年） (?) 前後に廃止された。2006年（平成18年）4月に、1日3往復程度だが袋井市自主運行バス（メローバス）が袋井駅まで延長したため、磐田市豊浜から袋井駅まで直通で行けるようになった。その後、2011年（平成23年）7月に袋井市自主運行バスが豊浜へ寄らなくなったため、直通では行けなくなった。
駿河岡部駅 - 宇津ノ谷峠 - 静岡市
岡部線の存在した時代に駿河岡部駅から岡部線をさらに延長し、静岡市まで接続する案があった。
大井川 - 石部トンネル - 運動場前駅
1950年（昭和25年）頃、改軌（762 mm→1067 mm）、複線化、電化が予定され、大井川駅の藤枝寄りから分岐して焼津市内を縦断し、東海道本線の移設により空いていた旧ルート（現・石部トンネル）を経て静岡市に接続する案。用地買収や敷設許可は下りたものの東海道新幹線建設により在来線が同トンネルを使うことになり、実現には至らなかった。
上吉田駅 - 遠州川尻間
長期未開業線として吉田村地内（上吉田駅 - 遠州川尻間）の支線があったが、1950年代に『私鉄要覧』等の資料から抹消されている。

### 年表

#### 藤相鉄道→静岡鉄道藤相線
- 1911年（明治44年）

藤相鉄道 社紋

  - 8月28日 藤相軽便鉄道に対し免許状下付（藤枝-川崎間）[16]
  - 11月15日 藤相鉄道株式会社設立[17][18]
- 1913年（大正2年）11月16日 大手 - 藤枝新（後の新藤枝）間 3.9 kmが開業[19]
- 1914年（大正3年）
  - 4月15日 鉄道免許状下付（志太郡藤枝町-同郡岡部町間）[20]
  - 9月3日 藤枝新 - 大井川 間 6.3 kmが開業[21]
- 1915年（大正4年）
  - 5月1日 大幡 - 細江 間 6.4 kmが開業[22]
  - 9月18日 細江 - 川崎町（後の榛原町）間 1.8 kmが開業[23]
  - 9月23日 川崎町を遠州川崎町へ駅名称変更[24]
  - 11月 大井川 - 大幡 間 が仮開業
- 1917年（大正6年）2月19日 鉄道免許状下付（榛原郡川崎町-同郡相良町間）[25]
- 1918年（大正7年）
  - 6月16日 遠州川崎町 - 相良 間 6.0 kmが開業[26]
  - 11月6日 鉄道免許失効（志太郡藤枝町-同郡岡部町間 指定ノ期限内ニ工事竣工セサルタメ）[27]
- 1922年（大正11年）5月29日 鉄道免許状下付（榛原郡相良町-小笠郡池新田村間、榛原郡地頭方村-同郡御前崎村間）[28]
- 1923年（大正12年）2月8日 鉄道免許状下付（志太郡西益津村-同郡岡部町間）[29]
- 1924年（大正13年）4月4日 大井川 - 大幡 間 1.6 kmが正式に開業[30]
- 1925年（大正14年）1月16日 駿河岡部 - 大手 間 4.8 kmが開業[31]
- 1926年（大正15年）4月27日 相良 - 地頭方 間 5.9 kmが開業[32]
- 1931年（昭和6年）
  - 9月23日 瓦斯倫併用認可。12月24日実施[18]
  - 10月2日 鉄道免許失効（榛原郡地頭方村-小笠郡池新田村間、榛原郡地頭方村-同郡御前崎村間 指定ノ期限マテニ工事着手セサルタメ）[33]
- 1935年（昭和10年）5月4日 鉄道免許状下付（榛原郡吉田村地内）[34]
- 1936年（昭和11年）5月19日 駿河岡部 - 大手 間 4.8 kmを廃止[35]
- 1943年（昭和18年）5月15日 中遠鉄道、静岡電気鉄道などと戦時統合して静岡鉄道藤相線となる

#### 中遠鉄道→静岡鉄道中遠線

中遠鉄道 社紋

- 1911年（明治44年）10月 中遠鉄道、鉄道敷設（蒸気動力）を申請
- 1912年（明治45年）
  - 3月9日 中遠鉄道に対し鉄道免許状下付（磐田郡笠西村-小笠郡大須賀村間）[36]
  - 8月28日 中遠鉄道株式会社設立[37][38]
- 1914年（大正3年）1月12日 新袋井 - 新横須賀 間 10.3 kmが開業[39]
- 1922年（大正11年）5月29日 鉄道免許状下付（小笠郡横須賀町-同郡池新田村間）[28]
- 1925年（大正14年）4月7日 新横須賀 - 南大坂 間 6.0 kmが開業[40]
- 1927年（昭和2年）4月1日 南大坂 - 新三俣 間 1.0 kmが開業[41]
- 1929年（昭和4年）4月5日 ガソリン動力併用認可を取得[38]
- 1931年（昭和6年）6月25日 鉄道免許失効（小笠郡三俣村-同郡池新田村間 指定ノ期限マテニ工事施工の認可申請セサルタメ）[42]
- 1943年（昭和18年）5月15日 藤相鉄道、静岡電気鉄道などが戦時統合して静岡鉄道中遠線となる
- 1948年（昭和23年）1月20日 新三俣 - 池新田（後の浜岡町）間 8.2 kmが開業

#### 静岡鉄道駿遠線（全通後）

静岡鉄道 社紋
（1953年制定）

- 1946年（昭和21年）1月28日 鉄道免許状下付（榛原郡地頭方村-小笠郡三俣村間）[43]
- 1948年（昭和23年）9月6日 地頭方 - 池新田 間 7.1 kmが開業[44]。大手 - 新藤枝 - 新袋井全通に伴い、藤相線及び中遠線を併せて駿遠線と改称
- 1957年 (昭和32年) 4月 国道1号線（現・静岡県道381号線）との立体交差化のため瀬戸川 - 新藤枝間を付け替え、志太駅を廃止
- 1959年（昭和34年）6月11日 貨物営業廃止[45]。駿遠運送がトラック輸送で貨物営業を継承[8]。
- 1964年（昭和39年）9月27日 大手 - 新藤枝 間 3.9 km及び堀野新田 - 新三俣 間 13.1 kmを廃止
- 1965年（昭和40年） BB型のディーゼル機関車、DD501を新製。駿遠線最後の新製車両となる
- 1967年（昭和42年）8月28日 新袋井 -  新三俣間 17.4 kmを廃止。旧・中遠鉄道区間全廃
- 1968年（昭和43年）8月22日 大井川 - 堀野新田 間 23.9 kmを廃止
- 1970年（昭和45年）8月1日 新藤枝 - 大井川 間 6.3 kmを廃止。静岡鉄道駿遠線全線廃止

## 使用車両
本節の出典：

### 気動車
静岡鉄道では気動車の型式において、2軸車の片側車軸だけをボギー台車に（駆動輪は固定軸側。これにより保守の簡便さと収容力拡大の両立を図った）した構造の「片ボギー車」に3軸の意の「C」を、一般的なボギー車に4軸の意の「D」を付加している。また自社製造のD14以前の車両は元々はガソリンカーとして製造され、戦時中の代燃装置搭載を経て第二次世界大戦後にディーゼルエンジンに換装している。変速機は基本的に機械式だが、自社製造車の一部は液体式であった。キハC1 - キハD9の引き継ぎ車グループ、キハD10 - キハC13（後にキハD形に改造）の転入車グループ、キハD14 - キハD20の自社製造グループの3つに大別される。駿遠線車両の車番は静岡鉄道合併時には旧・藤相鉄道と旧・中遠鉄道の車両で重複するものがあり（キハ1 - 3）、新たに小型のものから若番（1 - ）として車番をつけ直すと共に、番号の頭にキハC・キハDの記号を冠した。
キハC1・C2
中遠鉄道キハ1と2を引き継いだもの。当時勃興しつつあった路線バス対策として投入されたもので、1929年（昭和4年）東京の蒲田にあった個人経営企業・松井自動車工作所（後に松井車輌製作所に改称）で製造された。8 m級で日本初の片ボギー車といわれている。木造車体・外装鋼板張りのいわゆる簡易半鋼製車で、前面3枚窓にダブルルーフのやや古めかしい外観をしている。2両の間ではベンチレーターや保護棒などに違いがある。
キハC3
藤相鉄道キハ4を引き継いだもの。1936年（昭和11年）に加藤車輌製作所で製造された前面2枚窓（ただしガラス不足のため各窓には桟が入り、一方の前面は2枚窓がさらに縦に2分割された4枚窓、もう一方は運転台側が上下2段に分割、客席側は上下2段の下段窓がさらに左右に分割されており、合計5枚窓となっていた）の半鋼製車で、両車端に鮮魚台を持つ。比較的乗客の少ない大手線専用に用意されたため片ボギー車となった。上記のキハC1・C2よりもさらに車体長が1 m近く短い7 m級車で、定員の少なさから早い時期に予備車となっている。
キハD4
藤相鉄道キハ5を引き継いだもの。1936年に日本車輌で製造された前面2枚窓の9 m級半鋼製車。ボギー車ではあるが区間運転用に用意されたため、車体長9 m級（しかも車体両端に鮮魚台がついているので車体自体はもっと短い）の小型車となった。前面は2枚窓で、運転台側はさらに縦に2分割された合計3枚窓であった。両端で台車オーバーハングが極端に違うという外見的特徴がある。1965年（昭和40年）にエンジンと鮮魚台を撤去して客車化され、ハ29（2代）となった。
キハD5
中遠鉄道キハ3を引き継いだもの。1935年（昭和10年）に東亜工作所という無名のメーカー（1932年〈昭和7年〉に経営破綻した松井車輌の関係者が携わったメーカーと見られている）で製造された11 m級半鋼製車。台車は珍しい板台枠軸バネ式で車体両端に鮮魚台がついている。外見は当時日本車輌が数多く作っていた標準車に通じるものがあり、屋根も浅く前面3枚窓、側面は大きな2段上昇窓の近代的な外見を持つ。
キハD6 - D8
藤相鉄道キハ1 - 3を引き継いだもの。1931年（昭和6年）に日本車輌で製造された11 m級半鋼製車で、初期の半鋼製車らしい小さい側面の1段下降窓、前面の2枚窓にかかる大きな庇と、乗降扉の路面電車ばりの低いステップが特徴。また入線当時は座席がシートピッチの広いボックスシートで、ちょうどこの時期に日本車輌が考案した偏心台車（駆動軸側により大きな荷重がかかるように、心皿の位置をずらしてわざと二つ一組の車軸の荷重バランスを崩した台車）を履いている。
一応同型車だが、それぞれベンチレーターやドアの形状などが異なり、1967年（昭和42年）の新袋井側の全廃と前後して、D6とD7でこれらの特徴が逆になっていることや、ナンバー部分だけ塗り直した写真があることから、TMS（『鉄道模型趣味』）の編集部では「この頃にD6とD7で車番の振り替えが行われた可能性」を指摘している。また地元（藤枝市田沼町）の住民の証言によると、塗装が「キハD6の上部のクリーム色は少し濃いめの黄色っぽい色、キハD7の上部のクリーム色はほとんど白に近い色」であったのが1967年（昭和42年）の夏ごろから逆になり、排障器の形状も入れ替わっていた（つまり車番が振り替えられた可能性が高い）という。
自社製気動車に混じって、1968年（昭和43年）の大井川以南の廃止まで走り続けた。
キハD9
藤相鉄道キハ7を引き継いだもの（なお藤相鉄道にキハ6という車両はなかった）。1941年（昭和16年）に加藤製作所で製造された11 m級半鋼製車で、外見は上述のキハD6 - D8とメーカーが違うもののよく似ている。違いはドアの位置と側面窓が2段上昇窓になって大きくなったことくらいであり、遠目からでは区別はつけにくい。
キハD10
元々は立山鉄道（現在の富山地方鉄道立山線の一部）のキハ2として1930年（昭和5年）に日本車輌で製造された10 m級車。屋根はシングルルーフで、キハD6 - D9ほど大きくはないが前面には庇がついている。
製造当時は片ボギー車で、同線が1936年（昭和11年）に1067 mmに改軌されたために赤穂鉄道へ移籍、同社のカ6となる。1947年（昭和22年）には客車化されハ6となった。
さらに1950年（昭和25年）には、森製作所の手で車内に民生デイゼル工業製エンジンを設置し、さらに1軸動力台車をロッドによる2軸連動の菱枠ボギー台車に交換して、B-2軸配置で外見は気動車のままにディーゼル機関車DB101に改造される（ただし実車表記はカ6のままであったともいう）。強力だが振動の激しい民生2ストロークエンジンを床上に搭載し床を貫通するシャフトで台車に動力を伝えるという、常識外れの凄まじい構造を持つディーゼル機関車であったが、経済性などの面でディーゼル化の優位性を実証した。
翌1951年（昭和26年）、国鉄赤穂線開業に伴う赤穂鉄道の路線廃止によって静岡鉄道に移籍した。しばらくは機関車として使われるが、輸送力増強のため1957年（昭和32年）に袋井工場でエンジンを床下に戻し、撤去されていた座席を再設置するなど気動車への復元と車体を窓2つ分延長する改造を受けた。前面は中央がやや広い3枚窓で庇がついている。
キハD11
1954年（昭和29年）に廃止された鞆鉄道のキハ3。1928年（昭和3年）に松井自動車工作所で製造された、日本初の軽便鉄道用ボギー式ガソリンカー。車体長は10 m級、前面は中央がやや広い3枚窓で、車体片側の端に鮮魚台がついている。
製造所が同じキハC1・C2とどことなく似ているが、こちらは1935年（昭和10年）に加藤車輌でダブルルーフ（二重屋根）の上屋根を撤去する改造を受け、かなり薄いシングルルーフになっている。
キハC12
元鞆鉄道のキハ5。1931年（昭和6年）に日本車輌で製造されたシングルルーフ8 m級の片ボギー車。前面2枚窓だが元からではなく鞆鉄道時代に改造したもの。また元々は鮮魚台があったらしいが、静岡鉄道では撤去している。
収容力の小ささと自社製造車の増備によって運用の機会を減らし、キハC13と違ってボギー車化されないまま廃車され、その後の1962年（昭和37年）の写真では車体が大手工場の物置となっている。
キハC13→キハD13
元鞆鉄道のキハ4。1930年（昭和5年）に日本車輌で製造された9 m級車。
片ボギー車として入線し、しばらくはそのまま使われたが1958年（昭和33年）にキハD10同様に、車体を窓2つ分延長してボギー車に改造された。路線短縮後は新袋井側で廃線まで使用されている。
実はキハD10と同時期に同じ設計図から作られた兄弟車で、前面に庇がないことを除けば、同じような車体延長工事を受けたこともあって外見は酷似している。
キハD14 - D20
1959年（昭和34年）から1961年（昭和36年）にかけて自社の大手工場と袋井工場で7両製造された11 m級気動車。輸送力増強と機関車牽引列車よりも利便性に優れる気動車の特性を考えて新造された。
前面2枚窓で上半分が緩く後傾したスタイル（いわゆる湘南顔）の両運転台車で、側面窓はバス窓と、同時期に自社の長沼工場で製作した静岡清水線用のクモハ21形電車に通じる意匠を持っている。外見的に極端な差異はないが、ドア形状や台車が少しずつ違うほか、初期のキハD14のみ前面裾が連結器付近まで下がっていたり（後に新袋井側の廃止後にD15以後と同様の直線状になった）、前面の雨樋の処理が途中から変更されたり、またキハD16からは乗務員室扉が設けられたりしていた。
メカニズム的にはそれまで同様の機械式変速機と岡村製作所製の液体式変速機の車両（D15・19・20）が混在するが、D15は後にD14などと同様に機械式4段変速に改造されたほか、1968年（昭和43年）の大井川 - 堀野新田間の廃止時にD16の部品と組み合わされて、D16（二代目）となった。
これらのうち、キハD18 - D20までが全線廃止まで走り続けた。

### 機関車

#### 蒸気機関車
蒸気機関車はすべてタンク機関車。

##### 藤相鉄道
| 形式  | 大きさ      | 製造所           | 製造年            | 廃車年                   | 新旧名    | 備考                                 |
| ----- | ----------- | ---------------- | ----------------- | ------------------------ | --------- | ------------------------------------ |
| 1号   | 6.4トンB型  | コッペル         | 1913年（大2）3月  | 1937年（昭12）11月       |           |                                      |
| 2-4号 | 6.4トンB型  | コッペル         | 1913年（大2）3月  | 1935年（昭10）3月/7月    |           |                                      |
| 5号   | 5.75トンB型 | バグナル         | 1914年（大3）     | 1920年（大9）9月（売却） | ←中遠4号  | 1915年（大4）5月に中遠鉄道から譲渡。 |
| 6号   | 6トンB型    | 大日本軌道鉄工部 | 1917年（大6）2月  | 1935年（昭10）7月        |           |                                      |
| 7号   | 6トンB型    | 大日本軌道鉄工部 | 1918年（大7）11月 | 1935年（昭10）7月        |           |                                      |
| 8号   | 6.4トンB型  | コッペル         | 1922年（大11）8月 | 1952年（昭27）           | →静岡6号  | 足廻りをDB603に転用。                |
| 9号   | 6.4トンB型  | コッペル         | 1922年（大11）8月 | 1952年（昭26）8月        | →静岡7号  | 足廻りをDB601に転用。                |
| 10号  | 6.5トンB型  | コッペル         | 1924年（大13）2月 | 1952年（昭27）           | →静岡10号 |                                      |
| 11号  | 6.5トンB型  | コッペル         | 1924年（大13）2月 | 1952年（昭27）           | →静岡11号 |                                      |
| 12号  | 6.5トンB型  | コッペル         | 1924年（大13）2月 | 1952年（昭27）           | →静岡12号 | 足廻りをDB602に転用。                |

##### 中遠鉄道
| 形式 | 大きさ      | 製造所   | 製造年         | 廃車年                        | 新旧名             | 備考 |
| ---- | ----------- | -------- | -------------- | ----------------------------- | ------------------ | --- |
| 1号  | 5.75トンB型 | バグナル | 1914年（大3）  | 1952年（昭27）3月31日（解体） | →静岡1号           | 小型すぎたため、ディーゼル化されず解体。 2号機は黒澤映画に登場したほか、2011年（平23）にレプリカが製作され袋井市浅羽記念公園にある。 |
| 2号  | 5.75トンB型 | バグナル | 1914年（大3）  | 1952年（昭27）3月31日（解体） | →静岡2号           | 小型すぎたため、ディーゼル化されず解体。 2号機は黒澤映画に登場したほか、2011年（平23）にレプリカが製作され袋井市浅羽記念公園にある。 |
| 3号  | 5.75トンB型 | バグナル | 1914年（大3）  | 1952年（昭27）3月31日（解体） | →静岡3号           | 小型すぎたため、ディーゼル化されず解体。 2号機は黒澤映画に登場したほか、2011年（平23）にレプリカが製作され袋井市浅羽記念公園にある。 |
| 4号  | 5.75トンB型 | バグナル | 1914年（大3）  | 1920年（大9）9月（売却）      | →藤相5号           | 1915年（大4）5月に藤相鉄道に譲渡。                                                                                                   |
| 4号2 | 7.5トンB型  | コッペル | 1914年（大3）  | 1952年（昭27） 頃             | ←南越2号 →静岡13号 | 南越鉄道の改軌・電化に伴い不要となった物を譲り受けた。                                                                               |
| 5号  | 8トンB型    | 日本車輌 | 1922年（大11） | 1952年（昭27） 頃             | ←栗原B81 →静岡14号 | 栗原鉄道より1941年（昭16）に中古として購入。                                                                                         |

##### 静岡鉄道
| 形式 | 大きさ      | 製造所     | 製造年            | 廃車年                        | 新旧名            | 備考                                                                                 |
| ---- | ----------- | ---------- | ----------------- | ----------------------------- | ----------------- | ------------------------------------------------------------------------------------ |
| 1号  | 5.75トンB型 | バグナル   | 1914年（大3）     | 1952年（昭27）3月31日（解体） | ←中遠1号          | 小型すぎたため、ディーゼル化されず解体。 2号機のレプリカが袋井市浅羽記念公園にある。 |
| 2号  | 5.75トンB型 | バグナル   | 1914年（大3）     | 1952年（昭27）3月31日（解体） | ←中遠2号          | 小型すぎたため、ディーゼル化されず解体。 2号機のレプリカが袋井市浅羽記念公園にある。 |
| 3号  | 5.75トンB型 | バグナル   | 1914年（大3）     | 1952年（昭27）3月31日（解体） | ←中遠3号          | 小型すぎたため、ディーゼル化されず解体。 2号機のレプリカが袋井市浅羽記念公園にある。 |
| 6号  | 6.4トンB型  | コッペル   | 1922年（大11）8月 | 1952年（昭27）                | ←藤相8号          | 足廻りをDB603に転用。                                                                |
| 7号  | 6.4トンB型  | コッペル   | 1922年（大11）8月 | 1952年（昭26）8月             | ←藤相9号          | 足廻りをDB601に転用。                                                                |
| 10号 | 6.5トンB型  | コッペル   | 1924年（大13）2月 | 1952年（昭27）                | ←藤相10号         |                                                                                      |
| 11号 | 6.5トンB型  | コッペル   | 1924年（大13）2月 | 1952年（昭27）                | ←藤相11号         |                                                                                      |
| 12号 | 6.5トンB型  | コッペル   | 1924年（大13）2月 | 1952年（昭27）                | ←藤相12号         | 足廻りをDB602に転用。                                                                |
| 13号 | 7.5トンB型  | コッペル   | 1914年（大3）     | 1952年（昭27）頃              | ←中遠4号2←南越2号 | 南越鉄道の改軌・電化に伴い不要となった物を譲り受けた。                               |
| 14号 | 8トンB型    | 日本車輌   | 1922年（大11）    | 1952年（昭27）頃              | ←中遠5号←栗原B81  | 栗原鉄道より1941年（昭16）に中古として購入。                                         |
| 15号 | 8トンB型    | 立山重工業 | 1948年（昭23）    | 1954年（昭29）頃              |                   | 戦時設計。15号機は藤枝市郷土博物館に現存。                                           |
| 16号 | 8トンB型    | 立山重工業 | 1948年（昭23）    | 1952年（昭27）頃              |                   | 戦時設計。15号機は藤枝市郷土博物館に現存。                                           |
| 17号 | 12トンC型   | 雨宮製作所 | 1922年（大11）    | 1951年（昭26）8月（売却）     | ←栗原C121         | 栗原鉄道の改軌・電化に伴い不要となった物を譲り受けた。                               |
| 18号 | 12トンC型   | 雨宮製作所 | 1922年（大11）    | 1952年（昭27）頃（解体）      | ←栗原C122         | 栗原鉄道の改軌・電化に伴い不要となった物を譲り受けた。                               |

#### ディーゼル機関車
DB601 - DB605・DB607 - DB609
1951年（昭和26年）から1954年（昭和29年）にかけて8両が登場した凸形車体のB型ディーゼル機関車。DB601と602が自社大手工場製、それ以外は袋井工場製である。
蒸気機関車の老朽化とバスの普及から、“蒸気機関車のボイラーなどの上回りを撤去し、台枠や動輪といった下回りを活かしてバスと同じディーゼルエンジンを積んだディーゼル機関車を作ってしまおう”というアイデアで改造された。種車となった蒸気機関車がバラバラな上（DB605に至ってはC型機関車が種車であったため、後にB型に改造されるまでは「DC105」という名前であった）、自社工場製で頻繁に改造を繰り返したことから、全長も外見も、さらには重量や牽引力まで同一の車両が存在しない。塗色はDB601の初期のみくすんだスカイブルーで、それ以外は末期の駿遠線カラーともいえる横須賀色（スカ色）に近いツートンカラーであった。
エンジンや変速機は会社がトラック用の部品を工場に供給し、工場職員たちが現物合わせで仕立てて完成させた車両で、これを採寸して図面を引き、監督官庁への申請書類に設計図として添付するという、常識とは正反対の荒っぽい手順が取られている。DB601は改造当初は運転室を端部に配置したL字形車体であったが、その後の改造で従輪を撤去して軸配置がB1→Bと変化し、車体も凸形になった。
その手作りの無骨な外見から、鉄道ファンによって「蒙古の戦車」と呼ばれた。エンジンとクラッチは前部に、変速機は後部に装備し、動力はチェーンで後輪に伝達するシステムであった。変速機は自動車用の物を流用した前進4段後進1段の機械式変速機を搭載していたが、逆転機を持たなかったので、運転台と逆向きへは速度を出せず、終端では蒸気機関車時代からのターンテーブルを使用して転回していた。実用上、一方向にしか走れないため、現場では「イノシシ機関車」とも呼ばれた。
キハD14以降の自社製造気動車の登場で運用の機会を減らしていくが、路線短縮後の新袋井側に残されたグループは廃線の日まで使用された。
DB606
「蒙古の戦車」のうち唯一の他社からの移籍車両で、元々は1950年（昭和25年）に森製作所がポーター社製C型蒸気機関車を種車に製造した赤穂鉄道DC102。同路線の廃止で駿遠線に移籍してDC106として使われたが、後に大手工場で大改造された際にB型になった。赤穂鉄道時代は逆転機を備えていたはずであるが、晩年まで逆転機を装備していたかどうかは不明である。なお、前述の自社袋井工場製DB605と車番を振り替えた（実質的には車体も振り替えたといわれる）ことがあり、DB605を名乗っていたことがある。
DD501
1965年（昭和40年）静岡鉄道袋井工場製（実際は路線短縮に伴い相良に移転した設備で製作された）。藤枝側のラッシュ時対策として製造された軽便鉄道では珍しいBB型ディーゼル機関車で、大きさも最大級。出力188馬力のいすずDH100TP型ディーゼルエンジンに新潟コンバータ製DB115型液体変速機（DF115の後継機）を搭載した液体式DLで、台車は静岡清水線の旧型電車用の改造とおぼしき物であった。箱型車体で、白地に赤の細帯の塗色という、清水市内線の電車と同じ出で立ちで異彩を放っていた。
また、変わったことに乗員扉は引き戸で車体中央側に引くようになっているほか、車体側面の窓ガラスやルーバーは竣工初期はあったものの、晩年は撤去されていわゆる穴あき状態で使用されていた。
朝の快速列車の牽引など全線廃線時まで使用され、廃車解体後エンジンは漁船に転用された。なお計画では3両製造の予定であったが、路線短縮の影響もあり増備はされなかった。

### 客車
駿遠線には、前身時代含め計48両の客車が在籍していた。木造車は引き継ぎ車と他社からの転入車に、鋼製車は転入車と自社製造車に大別される。なお、当線の客車は全てボギー車で2軸単車は藤相鉄道時代の人車客車のみであった。塗色は当初は明るい茶色1色で、昭和30年代に当時の静岡清水線の電車に準じた横須賀色に近いツートンカラーとなった。
| 形式           | 製造所           | 旧形式名                                                               | 車両数 |
| 木造車グループ | 木造車グループ   | 木造車グループ                                                         | 33両   |
| -------------- | ---------------- | ---------------------------------------------------------------------- | ------ |
| ハ1 - 4        | 大日本軌道鉄工部 | 中遠鉄道ロボ1 - 4 → 静岡鉄道駿遠線ホハフ1 - 4                          | 4両    |
| ハ5・6         | 名古屋電車製作所 | 安濃鉄道ボキ1・2 → 静岡鉄道中遠線ロボ7・8 → 静岡鉄道駿遠線ホハフ5・6   | 2両    |
| ハ7            | 日本車輌製造     | 藤相鉄道ケホロハ3 → ホハフ3 → 静岡鉄道藤相線ホハフ7                    | 1両    |
| ハ8・9         | 岡部鉄工所       | 佐世保鉄道ハ7・6 → 国鉄ケコハ486・485 → 静岡鉄道駿遠線ホハフ8・9       | 2両    |
| ハ10・11       | 日本車輌製造     | 中遠鉄道ロボ5・6 → 静岡鉄道駿遠線ホハフ10・11                          | 2両    |
| ハ12・13       | 日本車輌製造     | 藤相鉄道ケホハ7・8 → ホハフ7・8                                        | 2両    |
| ハ14 - 17      | 日本車輌製造     | 藤相鉄道ケホハ9 - 12 → ホハフ9 - 12                                    | 4両    |
| ハ18 - 20      | 日本車輌製造     | 藤相鉄道ケホハ13 - 15 → ホハフ13 - 15                                  | 3両    |
| ハ21           | 日本車輌製造     | 石川鉄道ナ2 → 石川鉄道ロ13 → 栃尾鉄道ホハ12 → 静岡鉄道藤相線ホハオフ21 | 1両    |
| ハ22           | 日本車輌製造     | 丸岡鉄道2（形式不明）→ 草津鉄道ホハ20 → 静岡鉄道藤相線ホハオフ22       | 1両    |
| ハ23           | 名古屋電車製作所 | 南越鉄道ロハ1 → 中勢鉄道ロハ8 → 三重交通サ364                          | 1両    |
| ハ24           | 名古屋電車製作所 | 南越鉄道ロハ5 → 中勢鉄道ロハ9 → 三重交通サ365                          | 1両    |
| ハ25           | 日本車輌製造     | 南越鉄道ハ2 → 中勢鉄道ハ5 → 三重交通サ361                              | 1両    |
| ハ26           | 日本車輌製造     | 南越鉄道ハ4 → 中勢鉄道ハ7 → 三重交通サ363                              | 1両    |
| ハ27・28       | 日本車輌製造     | 三重軌道3・4 → 三重交通サ333・334                                      | 2両    |
| ハ291・30      | 日本車輌製造     | 仙北鉄道ハ1407・1408                                                   | 2両    |
| ハ292          | 日本車輌製造     | 藤相鉄道キハ5 → 静岡鉄道キハD4                                         | 1両    |
| ハニ1・2       | 名古屋電車製作所 | 中遠鉄道ハニ1・2 → 静岡鉄道駿遠線ホハニフ1・2                          | 2両    |
| 鋼製車グループ | 鋼製車グループ   | 鋼製車グループ                                                         | 15両   |
| ハ101・ハ102   | 自社工場         |                                                                        | 2両    |
| ハ103 - ハ106  | 自社工場         |                                                                        | 4両    |
| ハ107 - ハ111  | 自社工場         | 静岡鉄道駿遠線ハ108 → ハ112                                            | 5両    |
| ハ112          | 自社工場         | 静岡鉄道駿遠線ハ112 → ハ108                                            | 1両    |
| ハ113 - 115    | 日本車輌製造     | 草軽電気鉄道ホハ30形                                                   | 3両    |

#### 木造車グループ
ハ1 - 4
1913年（大正2年）、大日本軌道鉄工部製の8 m級木造客車。中遠鉄道での形式「ロボ」は並等ボギー式客車を表す。屋根はシングルルーフ、妻面3枚窓で車体両端にデッキを持つオープンデッキ構造。側面窓は1段下降式だが、ハ2は後の改造で2段上昇式になった。
ハ5・6
1914年（大正3年）、名古屋電車製作所製の小型7 m級木造客車。安濃鉄道の運行休止後に中遠線に移籍。
ハ7
1913年（大正2年）、日本車輌製の9 m級木造客車。オープンデッキのボギー車で藤相鉄道開業時に用意された2･3等合造車3両のうちの1両。後に全室3等化されホハフ3となり、静岡鉄道に引き継がれた。
ハ8・9
1922年（大正11年）、岡部鉄工所製の9 m級木造客車。転入後に当時は別路線であった藤相線と中遠線に1両ずつ配備された。両端に奥行きの広いデッキを持ち、後年の改造でハ8は貫通扉を完全に埋めて非貫通の前面3枚窓（さらに各窓が縦2分割されている）となり、ハ9の前面は独特の観音開きの貫通扉が開閉できないよう固定化されながらも残り、横2分割された前面窓の形状と共に独特な車両となった。
ハ10・11
1913年（大正2年）、日本車輌製の9 m級木造客車。ロボ1 - 4と異なりモニタールーフを採用していた。
ハ12・13
1913年（大正2年）、日本車輌製の9 m級木造客車で、藤相鉄道が開業時に用意したケホハ4 - 8のうちの2両。大型で収容力があったことから昭和初期のガソリンカー導入によって蒸機と客車が淘汰された後も生き残り、静岡鉄道に引き継がれた。屋根はシングルルーフで、後の改造でハ12は車体を一部鋼製化し、前面窓が3→2枚、側面窓が12→8枚（同時に2段→1段上昇窓化の上窓幅を拡大）と変化している。
ハ14 - 17
1915年（大正4年）の延長開業時に増備された、日本車輌製の9 m級木造客車。後の改造でハ14・15はシングルルーフ、ハ16・17はとても浅いダブルルーフと屋根の形状が変化した。
ハ18 - 20
1915年（大正4年）の延長開業時に増備された、日本車輌製の9 m級木造客車。屋根はとても浅いダブルルーフで、後の改造でハ18・20は車体を一部鋼製化し、前面窓が3→2枚、側面窓が10→8枚（同時に2段→1段上昇窓化の上窓幅を拡大）と変化している（上記のハ12と同じ）ほか一方の前面窓がHゴム支持の1段窓になっている。
ハ21 - 30
これらはいずれも他社からの転入車で来歴は実に多様である（上表参照）。車体長は8 - 9 m級、中でもハ23 - 28は、三重交通では電車の付随車として使用されたこともある。またハ29（2代）は、キハD4を1965年（昭和40年）に客車化したものである。
ハニ1・2
1914年（大正3年）、名古屋電車製作所製の木造荷物合造車で、9 m級で荷重は2t。デッキの出入り口の上辺は弧を描いており、荷物室側の妻面は窓なしで凹凸も一切ないのっぺらぼうのような独特の外見であった。同型車ながら荷物室の扉はハニ1が両開き、ハニ2が片開きという外観上の違いがあった。

#### 鋼製車グループ
ハ101 - 112
1956年（昭和31年） - 1962年（昭和37年）にかけて自社の大手工場・袋井工場で作られた10 m級客車。それ以前はオープンデッキ車ばかりであった駿遠線の客車において、昭和30年代にも入って出現したこの車両が初めての客用扉つきの車両であったというのが、同線の設備面での立ち後れをある意味象徴していたと言えよう。なお室内の蛍光灯の電源用に車軸発電機を搭載している。特に初期の車両は、台枠は廃車した貨車の物の切り継ぎ、台車も貨車や静岡市内線の電車の物を流用するなどしており、このため台車の外観や車輪径などが各車両ごとに微妙に異なっている。
ハ101・102
1次車。前年に登場した三重交通サ150形電車によく似た箱形切妻のスタイルだが、かなり幕板部が広い。
ハ103 - 106
2次（1956年（昭和31年））・3次（1957年（昭和32年））増備車。1次増備車に比べ屋根が深くなって幕板部が狭くなった。
ハ107 - 108
4次（1957年（昭和32年））増備車。車体形状が一新され、やや丸みを帯びた車体形状に上段Hゴム固定のバス窓を採用、ウィンドウヘッダーのないノーヘッダーになるなど一気に近代的なスタイルへと変化した。妻面は緩い丸妻になり、屋根が張り上げ屋根化され、またラッシュ時の車掌の居場所を確保するため車内の一角に車掌台を設置した。なお、ハ108は1968年（昭和43年）ごろにハ112と車番を振り替えている。
ハ109 - 111
5次（1958年（昭和33年））増備車。4次増備車の特徴に加え、ノーシルノーヘッダー化されてより近代的なスタイルになっている。
ハ112
6次（1962年（昭和37年））増備車。4・5次増備車で丸妻であった妻面は切妻に戻り、駿遠線車両の貫通化計画を見越して貫通扉を設けているなど、さらに近代的なスタイルになって登場した。新製当初は新藤枝側で使用されたが、大井川を渡る際の貫通扉からの隙間風が問題になったことから、新袋井側への転属に際して1968年（昭和43年）ごろにハ108と車番を振り替えている。新袋井側の廃止後は磐田市交通公園に譲渡されたが、1980年（昭和55年）ごろに老朽化により解体撤去された。
ハ110・111・108→112と下記のハ113 - 115は駿遠線最後の日まで走り続けた。
ハ113 - 115
草軽電気鉄道から購入した半鋼製ボギー車ホハ30形で、4両中3両を購入し、1963年（昭和38年）12月に自社工場で改修した。その際には新規設計申請を行い、当局の認可を得て施工した。このため中古車の廃車体を購入したものではあるが、事実上の新車といえる。これらのうち2両は大手工場で、1両は袋井工場で竣工している。妻面や側面戸袋窓の一部がHゴム支持となり、元は同一車体でありながら3両とも微妙に異なる外観となった。妻面の貫通扉は、外観は残っていたものの固定されていて開閉はできなかった。車内も一新され、特徴的であったセミクロスシートはロングシート化され、台車も自家製のものに履き替えられた。また塗色も草軽時代の栗色一色から、末期の駿遠線カラーともいえる横須賀色に近いツートンカラーに変更されている。

#### 人車客車
人車客車（形式不明、1 - 6）
藤相鉄道時代、大井川区間の人車軌道で使用された手押し式人車客車で6両あった。台枠も含め木造の3 m級・自重1t・定員12名の2軸車で妻面に出入り口を持つ標準的な人車客車スタイル、屋根はシングルルーフ、窓は片側5枚で、車側ブレーキ（足踏み式）を備えていた。運行は大井川前後の勾配区間は車夫3 - 4人で押し、橋上の平坦部分は1 - 2人で押していた。

### 貨車
貨車は合計55両が在籍していた。合併前から貨物輸送が盛んであったが、戦後トラック輸送が発達してくると、国鉄貨車から軽便貨車への積み換えの手間と輸送力の低さから需要が減少、1959年（昭和34年）に貨物輸送を全廃している。なお、藤相鉄道時代の大井川区間では、車夫が貨車を1両ずつ押して渡河したという。この区間では1915年（大正4年）に中遠鉄道から譲渡された5号蒸気機関車を使用する構想もあったが、重量の問題で実現しなかった。

#### 有蓋貨車
ワフ1形（ケホワフ1 - 8）日本車輌製：8両
車端片側に庇とデッキを持つ前後非対称の珍しい構造の軽便鉄道用小型木造貨車で、1913年（大正2年）に藤相鉄道にケホワフ1形として5両、中遠鉄道に3両（形式不明）が製造された。ケホワフという形式は「軽便鉄道用ボギー式有蓋貨車で手動ブレーキつき」の意味。
ワ6形（ケホワ6 - 26）日本車輌製：21両
藤相鉄道用に増備されたボギー式有蓋貨車で、1915年（大正4年） - 1916年（大正5年）に16両、1923年（大正12年）に5両が製造された。車体寸法はケホワフ1形とほぼ同一だがデッキはなく、完全な有蓋車構造になった。またブレーキは側面踏式のみで手動ブレーキはない。貨物輸送全廃まで使用され、廃車後は車体が倉庫などに転用された。
ホニユフ1形（ホニユフ1・2）日本車輌製：2両
1914年（大正3年）に藤相鉄道が用意した木造ボギー式郵便手荷物緩急車。藤相鉄道時代は車籍上は客車であった。構造はケホワフ1形に車掌室兼郵便仕分台を設置したもので、寸法的にも外観的にも大きな差異はなく、共通で使用されたと思われる。写真などの記録が非常に少ない謎の形式で、1934年（昭和9年）に1両が廃車され、もう1両は静岡鉄道合併後に貨車に編入された。

#### 無蓋貨車
トフ1形（ケホトフ1 - 6）日本車輌製：6両
軽便用木造ボギー式無蓋貨車で、1913年（大正2年）に藤相鉄道に3両、中遠鉄道に3両の同形車が製造された。ケホトフという形式は「軽便鉄道用ボギー式無蓋貨車で手動ブレーキつき」の意味で、車体寸法は下記のケホト4形とほぼ同一。
ト4形（ケホト1 - 8、9 - 13）日本車輌製：13両
藤相鉄道で1915年（大正4年） - 1916年（大正5年）に8両増備された、ケホトフ1形と同形のボギー式無蓋貨車で静岡鉄道合併後にト（無蓋車）に改称された。ブレーキは側面踏式のみで手動ブレーキはない。さらに1924年（大正13年）にも5両（ケホト9 - 13）が増備されたが、これらはホイールベースが異なっており、別形式の可能性もある。
チフ1形（チフ3 - 4）製造所不明：2両?
ボギー式無蓋貨車。側板のないいわゆるフラットカーで、手動ブレーキを装備していた。貨物輸送の盛んな時期には重宝され、その後工事用や保線用にも使用された。
チ1形（チ1 - 2?）製造所不明：2両?
チフ1形と同じフラットカーで、ト4形同様ブレーキは側面踏式のみで手動ブレーキはない。これらの両数や製造所、出自（トフから改造された?）など詳細は不明。

### 車両数の推移
| 年度 | 藤相鉄道   | 藤相鉄道 | 藤相鉄道 | 藤相鉄道 | 藤相鉄道 | 中遠鉄道   | 中遠鉄道 | 中遠鉄道 | 中遠鉄道 | 中遠鉄道 |
| 年度 | 蒸気機関車 | 内燃動車 | 客車     | 貨車     | 貨車     | 蒸気機関車 | 内燃動車 | 客車     | 貨車     | 貨車     |
| 年度 | 蒸気機関車 | 内燃動車 | 客車     | 有蓋     | 無蓋     | 蒸気機関車 | 内燃動車 | 客車     | 有蓋     | 無蓋     |
| ---- | ---------- | -------- | -------- | -------- | -------- | ---------- | -------- | -------- | -------- | -------- |
| 1913 | 4          |          | 8        | 5        | 3        |            |          |          |          |          |
| 1914 | 4          |          | 8        | 5        | 3        | 4          |          | 6        | 6        | 3        |
| 1915 | 5          |          | 14       | 14       | 5        | 3          |          | 6        | 6        | 3        |
| 1916 | 5          |          | 14       | 19       | 5        | 3          |          | 6        | 6        | 3        |
| 1917 | 6          |          | 14       | 19       | 5        | 3          |          | 6        | 6        | 3        |
| 1918 | 7          |          | 14       | 22       | 7        | 3          |          | 6        | 6        | 3        |
| 1919 | 7          |          | 14       | 22       | 7        | 3          |          | 6        | 6        | 3        |
| 1920 | 6          |          | 14       | 22       | 7        | 3          |          | 6        | 6        | 3        |
| 1921 | 6          |          | 14       | 22       | 7        | 3          |          | 6        | 6        | 3        |
| 1922 | 6          |          | 14       | 19       | 10       | 3          |          | 6        | 6        | 3        |
| 1923 | 6          |          | 14       | 19       | 10       | 3          |          | 6        | 6        | 3        |
| 1924 | 6          |          | 14       | 24       | 10       | 3          |          | 6        | 6        | 3        |
| 1925 | 11         |          | 17       | 24       | 13       | 4          |          | 8        | 6        | 7        |
| 1926 | 11         |          | 17       | 24       | 15       | 4          |          | 8        | 6        | 7        |
| 1927 | 11         |          | 17       | 24       | 15       | 4          |          | 8        | 6        | 7        |
| 1928 | 11         |          | 17       | 24       | 15       | 4          |          | 8        | 6        | 7        |
| 1929 | 11         |          | 17       | 24       | 15       | 4          | 2        | 8        | 6        | 7        |
| 1930 | 11         |          | 17       | 24       | 15       | 4          | 2        | 8        | 6        | 7        |
| 1931 | 11         | 3        | 17       | 24       | 15       | 4          | 2        | 8        | 6        | 9        |
| 1932 | 11         | 3        | 17       | 24       | 15       | 4          | 2        | 8        | 6        | 9        |
| 1933 | 11         | 3        | 17       | 24       | 15       | 4          | 2        | 8        | 6        | 9        |
| 1934 | 11         | 3        | 16       | 24       | 15       | 4          | 2        | 8        | 6        | 9        |
| 1935 | 6          | 3        | 13       | 22       | 13       | 4          | 3        | 8        | 6        | 9        |
| 1936 | 6          | 4        | 12       | 22       | 13       | 4          | 3        | 8        | 6        | 9        |
| 1937 | 5          | 5        | 11       | 22       | 13       | 4          | 3        | 8        | 6        | 9        |

- 鉄道院年報、鉄道院鉄道統計資料、鉄道省鉄道統計資料、鉄道統計資料、鉄道統計各年度版

| 年度 | 蒸気機関車 | 内燃機関車 | 内燃動車 | 客車 | 貨車 | 貨車 |
| 年度 | 蒸気機関車 | 内燃機関車 | 内燃動車 | 客車 | 有蓋 | 無蓋 |
| ---- | ---------- | ---------- | -------- | ---- | ---- | ---- |
| 1947 | 10         |            | 7        | 20   | 22   | 27   |
| 1950 | 12         | 1          | 10       | 30   | 29   | 26   |
| 1954 | 1          | 9          | 10       | 30   | 29   | 27   |
| 1957 | 0          | 9          | 13       | 33   | 20   | 17   |
| 1969 |            | 1          | 3        | 6    | 0    | 0    |

- 高井薫平『軽便追想』ネコパブリッシング、1997年、213頁

## 駅一覧
| 駅名       | ふりがな                  | 開業日         | 廃止日        | 開業時 の所属     | 備考 |
| ---------- | ------------------------- | -------------- | ------------- | ----------------- | --- |
| 駿河岡部駅 | するがおかべ              | 1925年1月16日  | 1936年5月19日 | 藤相鉄道 (岡部線) | |
| 横内駅     | よこうち                  | 1925年1月16日  | 1936年5月19日 | 藤相鉄道 (岡部線) | |
| 八幡橋駅   | やはたばし                | 1925年1月16日  | 1936年5月19日 | 藤相鉄道 (岡部線) | 旧称を上当間（かみとうま）とする資料があるが開業時の官報及び『停車場一覧』「大正15年版」、「昭和2年版」、「昭和9年版」のいずれも八幡橋であり詳細不明                               |
| 水守駅     | みずもり                  | 1925年1月16日  | 1936年5月19日 | 藤相鉄道 (岡部線) | |
| 農学校前駅 | のうがっこうまえ          | 1925年1月16日  | 1936年5月19日 | 藤相鉄道 (岡部線) | |
| 大手駅     | おおて                    | 1913年11月16日 | 1964年9月27日 | 藤相鉄道 (大手線) | |
| 慶全寺前駅 | けいぜんじまえ            | 1913年11月16日 | 1964年9月27日 | 藤相鉄道 (大手線) | |
| 藤枝本町駅 | ふじえだほんまち          | 1913年11月16日 | 1964年9月27日 | 藤相鉄道 (大手線) | 藤枝市市政施行記念で1956年1月1日に岡出山（おかでやま）より改称。 |
| 瀬戸川駅   | せとがわ                  | 1913年11月16日 | 1964年9月27日 | 藤相鉄道 (大手線) | |
| 志太駅     | しだ                      | 1913年11月16日 | 不明          | 藤相鉄道 (大手線) | |
| 青木村駅   | あおきむら                | 1913年11月16日 | 1916年1月16日 | 藤相鉄道 (大手線) | |
| 新藤枝駅   | しんふじえだ              | 1913年11月16日 | 1970年8月1日  | 藤相鉄道 (大手線) | 藤枝市市政施行記念で1956年1月1日に藤枝新（ふじえだしん）より改称。 |
| 高洲駅     | たかす                    | 1914年9月3日   | 1970年8月1日  | 藤相鉄道          | |
| 大洲駅     | おおす                    | 1914年9月3日   | 1970年8月1日  | 藤相鉄道          | |
| 上新田駅   | かみしんでん              | 1914年9月3日   | 1970年8月1日  | 藤相鉄道          | |
| 相川駅     | あいかわ                  | 1914年9月3日   | 1924年4月4日  | 藤相鉄道          | 駿遠鉄道との接続駅と想定された。後に静岡清水線との接続構想における分岐駅。 |
| 大井川駅   | おおいがわ                | 1914年9月3日   | 1970年8月1日  | 藤相鉄道          | |
| 大幡駅     | おおはた                  | 1915年5月1日   | 1924年4月4日  | 藤相鉄道          | |
| 遠州神戸駅 | えんしゅうかんど          | 1915年5月1日   | 1968年8月22日 | 藤相鉄道          | 吉田町に合併したため1957年2月1日に神戸村（かんどむら）より改称。 |
| 上吉田駅   | かみよしだ                | 1915年5月1日   | 1968年8月22日 | 藤相鉄道          | |
| 下吉田駅   | しもよしだ                | 1915年5月1日   | 不明          | 藤相鉄道          | |
| 根松駅     | こんまつ                  | 1915年5月1日   | 1968年8月22日 | 藤相鉄道          | |
| 細江駅     | ほそえ                    | 1915年5月1日   | 1968年8月22日 | 藤相鉄道          | |
| 静波駅     | しずなみ                  | 1934年10月1日  | 1968年8月22日 | 藤相鉄道          | 既設線に新設 |
| 榛原町駅   | はいばらちょう            | 1915年9月18日  | 1968年8月22日 | 藤相鉄道          | 開業時 川崎町、1915年9月23日 遠州川崎町に改称。1955年3月28日、合併による町名変更のため榛原町に改称。                                                                               |
| 片浜駅     | かたはま                  | 1918年6月16日  | 1968年8月22日 | 藤相鉄道          | |
| 太田浜駅   | おおたはま                | 1918年6月16日  | 1968年8月22日 | 藤相鉄道          | |
| 相良駅     | さがら                    | 1918年6月16日  | 1968年8月22日 | 藤相鉄道          | |
| 新相良駅   | しんさがら                | 1926年4月27日  | 1968年8月22日 | 藤相鉄道          | 1955年頃、相良新（さがらしん）より改称。 |
| 波津駅     | はづ                      | 1926年4月27日  | 1968年8月22日 | 藤相鉄道          | |
| 須々木駅   | すすき                    | 1926年4月27日  | 1968年8月22日 | 藤相鉄道          | |
| 落居駅     | おちい                    | 1926年4月27日  | 1968年8月22日 | 藤相鉄道          | |
| 地頭方駅   | じとうがた （ぢとうがた） | 1926年4月27日  | 1968年8月22日 | 藤相鉄道          | |
| 堀野新田駅 | ほりのしんでん            | 1948年9月6日   | 1968年8月22日 | 静岡鉄道          | |
| 玄保駅     | げんぼ                    | 1948年9月6日   | 1964年9月27日 | 静岡鉄道          | |
| 遠州佐倉駅 | えんしゅうさくら          | 1948年9月6日   | 1964年9月27日 | 静岡鉄道          | |
| 桜ヶ池駅   | さくらがいけ              | 1948年9月6日   | 1964年9月27日 | 静岡鉄道          | |
| 浜岡町駅   | はまおかちょう            | 1948年1月20日  | 1964年9月27日 | 静岡鉄道          | 合併による町名変更のため1955年4月1日に池新田（いけしんでん）より改称。 |
| 塩原新田駅 | しおばらしんでん          | 1948年1月20日  | 1964年9月27日 | 静岡鉄道          | |
| 合戸駅     | ごうど                    | 1948年1月20日  | 1964年9月27日 | 静岡鉄道          | |
| 千浜駅     | ちはま                    | 1948年1月20日  | 1964年9月27日 | 静岡鉄道          | |
| 国安海岸駅 | くにやすかいがん          | 不明           | 不明          | 静岡鉄道          | 海水浴場の臨時乗降場 |
| 西千浜駅   | にしちはま                | 1948年1月20日  | 1964年9月27日 | 静岡鉄道          | |
| 新三俣駅   | しんみつまた              | 1927年4月1日   | 1967年8月28日 | 中遠鉄道          | |
| 南大坂駅   | みなみおおさか            | 1925年4月7日   | 1967年8月28日 | 中遠鉄道          | |
| 谷口駅     | やぐち                    | 1925年12月1日  | 1967年8月28日 | 中遠鉄道          | 既設線に新設 |
| 野賀駅     | のが                      | 1925年4月7日   | 1967年8月28日 | 中遠鉄道          | |
| 野中駅     | のなか                    | 1925年4月7日   | 1967年8月28日 | 中遠鉄道          | |
| 河原町駅   | かわらまち                | 1925年4月7日   | 1967年8月28日 | 中遠鉄道          | |
| 新横須賀駅 | しんよこすか              | 1914年1月12日  | 1967年8月28日 | 中遠鉄道          | |
| 七軒町駅   | しちけんちょう            | 1914年1月12日  | 1967年8月28日 | 中遠鉄道          | |
| 新川西駅   | しんかわにし              | 1916年5月1日   | 不明          | 中遠鉄道          | 既設線に新設（貨物駅) |
| 石津駅     | いしづ                    | 1915年5月11日  | 1967年8月28日 | 中遠鉄道          | 既設線に新設 |
| 新三輪駅   | しんみわ                  | 1914年1月12日  | 1967年8月28日 | 中遠鉄道          | |
| 新岡崎駅   | しんおかざき              | 1914年1月12日  | 1967年8月28日 | 中遠鉄道          | |
| 五十岡駅   | いごおか                  | 1915年5月11日  | 1967年8月28日 | 中遠鉄道          | 既設線に新設 |
| 浅名駅     | あさな                    | 1914年1月12日  | 1967年8月28日 | 中遠鉄道          | |
| 芝駅       | しば                      | 1914年1月12日  | 1967年8月28日 | 中遠鉄道          | |
| 諸井駅     | もろい                    | 1914年1月12日  | 1967年8月28日 | 中遠鉄道          | |
| 柳原駅     | やなぎはら                | 1914年1月12日  | 1967年8月28日 | 中遠鉄道          | |
| 袋井駅     | ふくろい                  | 1914年1月12日  | 1967年8月28日 | 中遠鉄道          | 開業時新袋井、資料により袋井→社袋井→新袋井となっているが開業時の官報及び『停車場一覧』「大正15年版」、「昭和2年版」、「昭和9年版」のいずれも新袋井（しんふくろい）であり詳細不明。 |

- 静岡鉄道成立前に廃止となった駅：駿河岡部、横内、八幡橋、水守、農学校前、志太、青木村、相川、大幡

## 輸送実績
| 年度                  | 1948年 | 1949年 | 1950年 | 1955年 | 1960年 | 1965年 | 1967年 | 1970年 |
| --------------------- | ------ | ------ | ------ | ------ | ------ | ------ | ------ | ------ |
| 旅客輸送密度（人/日） | 1,903  | 1,533  | 1,355  | 1,814  | 1,877  | 2,031  | 2,835  | 2,926  |

- 鉄道統計年報、地方鉄道軌道統計年報、私鉄統計年報各年度版

## 接続路線
- 新藤枝駅：国鉄東海道本線（藤枝駅）
- 社袋井駅：国鉄東海道本線（袋井駅）・静岡鉄道秋葉線（新袋井駅）

## かつて駿遠線が通っていた自治体
2009年現在の自治体名。合併などもあったため、運行当時の通過自治体名とは必ずしも一致しない。
藤枝市、焼津市、榛原郡吉田町、牧之原市、御前崎市、掛川市、袋井市

## 廃線後の状況

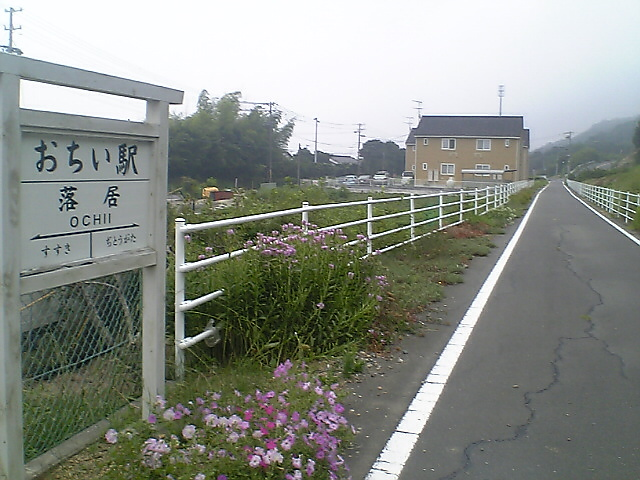
落居駅跡。路盤は自転車道として転用されている。

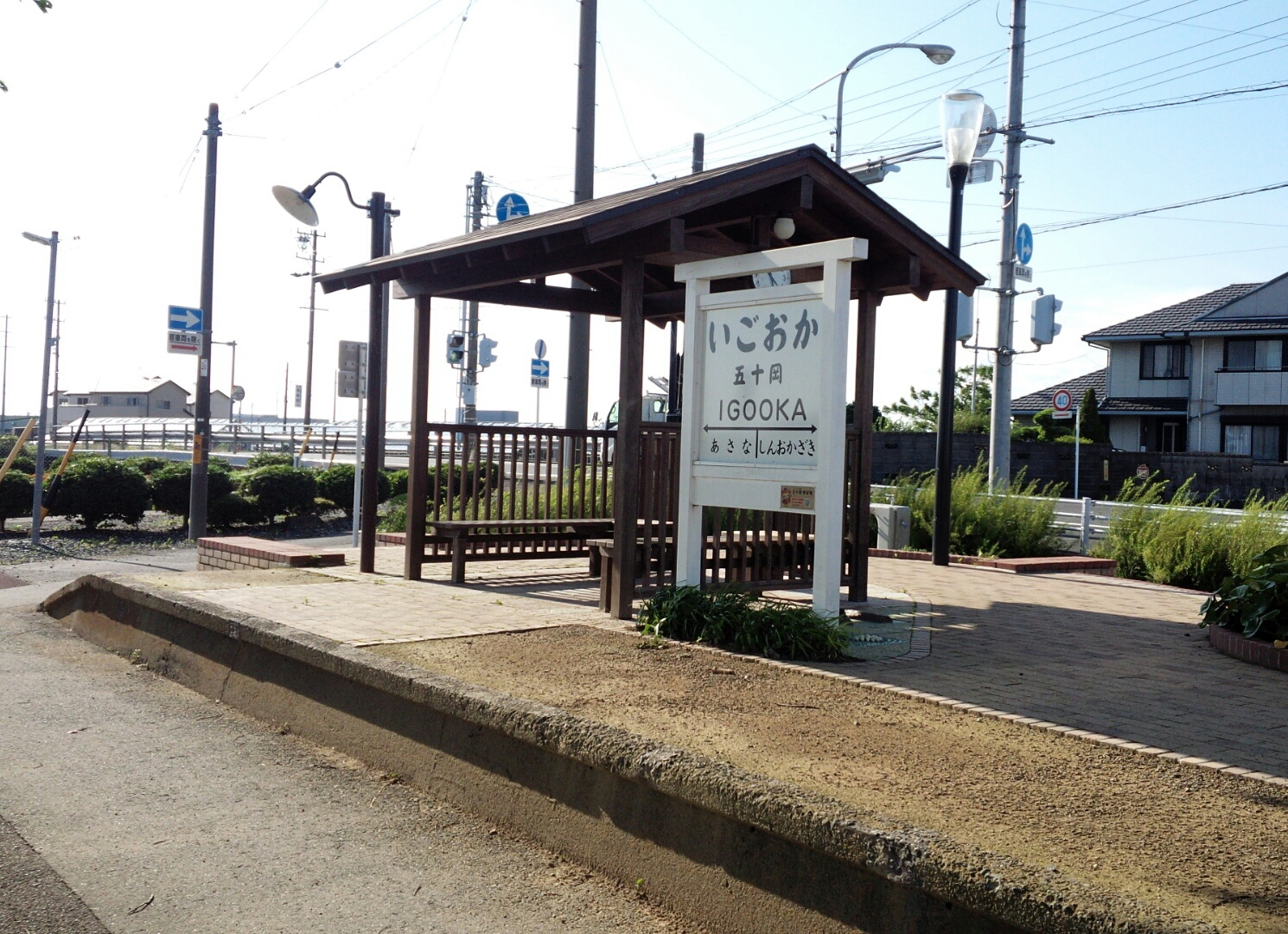
ホームが残る五十岡駅跡。ミニ公園として整備されている。

- 旧藤相鉄道区間の路盤跡の多くは、静岡県道375号静岡御前崎自転車道線（太平洋岸自転車道）の一部として転用されている[77]。
- 新藤枝駅構内跡地は静鉄バスのバス乗り場・待機所と市営駐車場になったが、2016年の区画整理によってどちらも移設された[78][79]。また、平成に入ってから静鉄不動産のアパートやマンションが相次いで建てられた[80]。
- 国鉄との跨線橋の築堤は廃線後に取り壊され、現在はサンライフ藤枝の駐車場となっているが、新藤枝駅から跨線橋へ向かうカーブはほぼそのままの形で残っている。
- 大井川に架かっていた橋の跡は、藤枝寄りと相良寄り双方に橋台が残っている。また国道150号線富士見橋からは、川の中に転々と残っている木製橋脚の残骸と、道路併用橋時代の富士見橋の橋脚の基部を見ることができる。大井川両岸が痕跡が比較的多く確認できる。
- 枕木やコンクリートパイル橋脚を転用した橋は各地で見られたが、河川改修などによって多くが姿を消した。現在は湯日川に架かる山崎自転車道橋で唯一見られる。
- 駿遠線で唯一のトンネルである小堤山隧道は、1999年（平成11年）に補修工事が行われた。
- 旧中遠鉄道区間については、袋井駅からしばらくは県道の拡幅用地とされている。一部の区間は道路改良や区画整理のために廃線跡が途切れている箇所もあるが、ほぼ当時の廃線跡を辿ることができる。
- 新袋井駅構内跡地は駐車場となり、往時をしのばせる。かつては、袋井工場に隣接していたコンクリート造りの倉庫（駿遠運送）があったが解体され、葬祭会館の敷地となっている。駅から柳原駅跡へ向かうカーブはほぼそのままの形で残っている。
- 新袋井駅から柳原駅間（現袋井市高尾）にある、東海道新幹線が駿遠線と立体交差した架道橋（現静岡県道41号袋井大須賀線）には「駿遠線架道橋」と名前がつけられている[注釈 14]（歩道の位置が廃線跡）。1964年10月1日に開通した新幹線は、1967年8月28日に旧・中遠鉄道区間が廃止するまで駿遠線とすれ違う姿も見られた。新幹線との立体交差は藤枝市高洲にもあった。
- 旧浅羽町区域では、袋井市浅羽支所付近まで自転車道として整備されている。ところどころに、廃線跡であることを示すプレートが埋め込まれている。
- 浅羽支所より先は、同じく自転車道として整備されているが、こちらはただアスファルト舗装しただけとなっている。
- 浅羽北コミュニティセンター地区では、浅羽北地区まちづくりを考える会が開催され、同市軽便道の利用者増加に向けて浅羽ロマンス街道会が活動を行っている。
- 五十岡駅、石津駅のプラットホームが残っている。近年まで新三輪駅のホームも残っていたようだが、堤防改修時に撤去された模様である。
- 駅名標を模したモニュメントが建っている駅跡も多い[77]。

## 保存車両

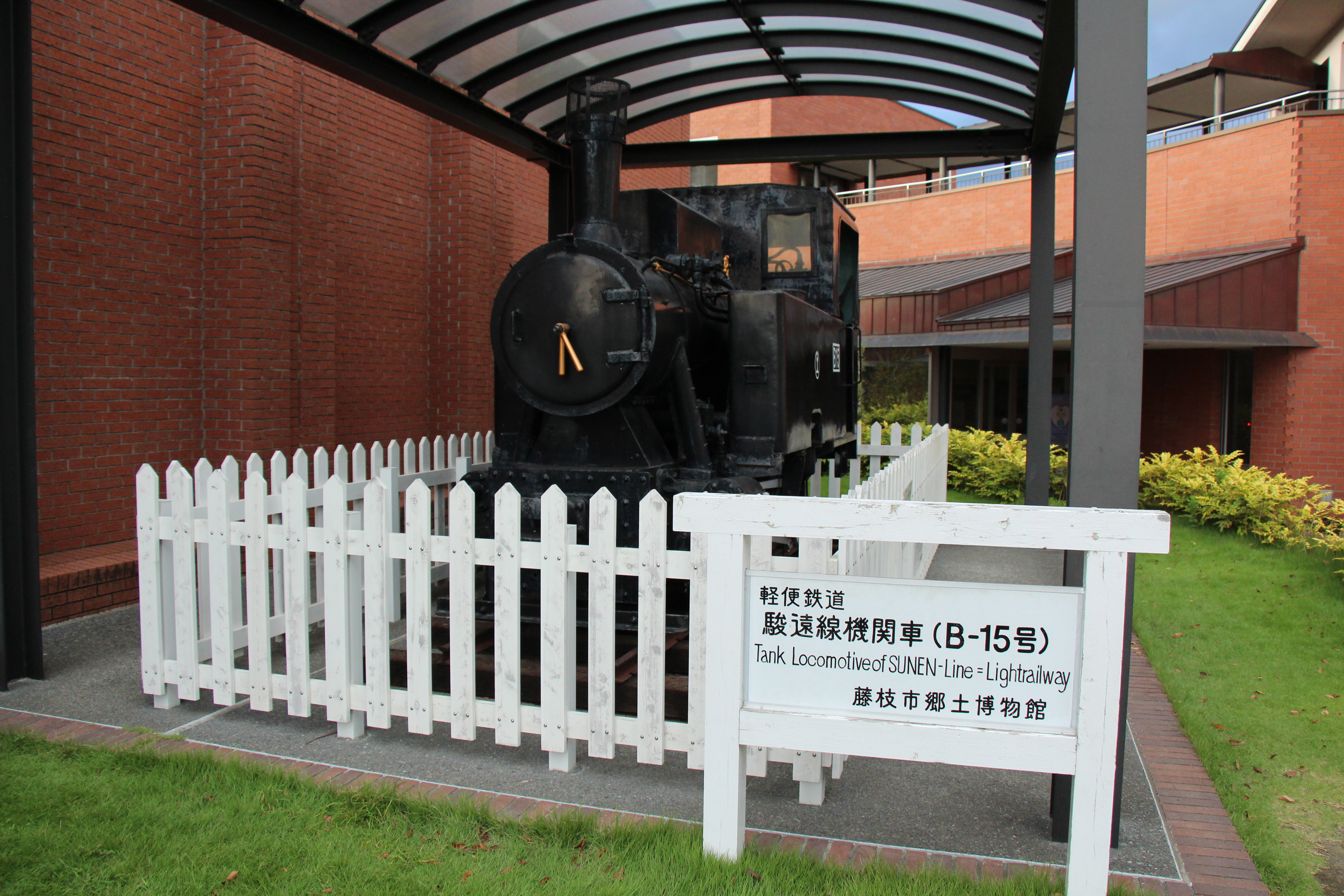
藤枝市郷土博物館の敷地内に保存されているB-15。柵で囲われ、立ち入りはできないようになっている。（2013年9月26日撮影）

唯一B15形蒸気機関車（1948年立山重工業製）が保存されている。廃線後に静岡市の駿府公園内の静岡市立児童会館内に展示されていたが、改装に伴い静岡鉄道長沼駅構内で保管ののち、整備の上で静岡県藤枝市にある藤枝市郷土博物館に寄贈され、保存展示されている。同館内には藤相鉄道にまつわる資料も展示されている。
一部の客車は保存や再利用されたが、上屋もなく野ざらしであったため劣化が進みやすく、後年に全て解体撤去されている。
| 形式       | 場所                           | 廃車年     | 備考 | 出典          |
| ---------- | ------------------------------ | ---------- | --- | ------------- |
| ハ20       | 狐ヶ崎ヤングランド             | 不明       | 「おゝいがわ」の駅名標も展示。                                                                                           | [ 81 ]        |
| ハ1・ハ8   | 相良海水浴場                   | 1964年12月 | 車体のみ。バンガローとして使用。                                                                                         | [ 54 ] [ 82 ] |
| ハ21・ハ25 | 相良海水浴場                   | 不明       | 車体のみ。バンガローとして使用。                                                                                         | [ 54 ] [ 82 ] |
| ハ24       | 相良海水浴場入口バス停留所付近 | 1968年8月  | 車体のみ。 | [ 54 ] [ 82 ] |
| ハ19       | 相良中学校 校庭                | 1968年8月  | 「さがら」の駅名標も展示。                                                                                               | [ 54 ] [ 82 ] |
| ハ23       | 吉田中学校 中庭                | 1968年8月  | 「えんしゅうかんど」と「かみよしだ」の駅名標、腕木式信号機も展示。大井川以南廃止2日後の1968年8月23日に搬入・設置された。 | [ 54 ] [ 82 ] |
| ハ112      | 磐田市交通公園                 | 1967年8月  | 1980年ごろまでは現存していた。                                                                                           | [ 64 ]        |

## 駿遠線が登場する作品

### 映画

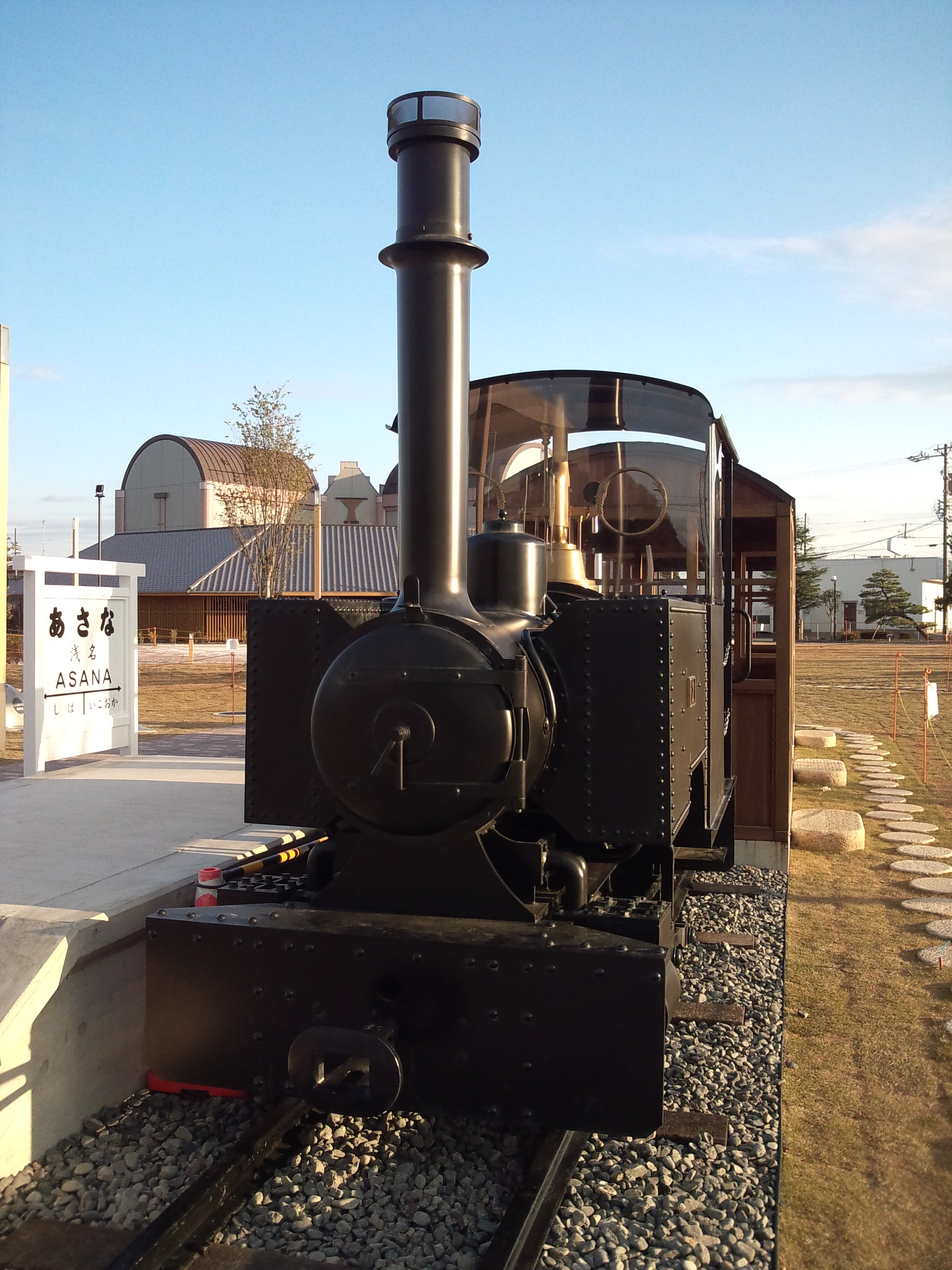
中遠鉄道2号機関車のレプリカ（袋井市浅羽記念公園、2011年12月）

1943年（昭和18年）3月25日に公開された黒澤明の監督デビュー作『姿三四郎』のラストシーンは、中遠鉄道で撮影され、装飾された2号機や客車、腕木式信号機が登場している。客車内での黒澤以下スタッフが乗客に扮して出演したが、試写を見た森岩雄（東宝映画重役）に「ふざけ過ぎる!」とたしなめられて、カットされたという逸話がある。同鉄道は同年5月15日に合併して静岡鉄道に改称しているので、映画は中遠鉄道時代を記録した貴重な映像となった。
これを受けてか、2011年（平成23年）に袋井市が浅羽記念公園を整備した際、機関車レプリカには2号機が選ばれた。
このほか、1941年（昭和16年）6月10日公開の古川ロッパ原作・主演の『歌へば天国』には野中駅（中遠鉄道）、1946年（昭和21年）の日本映画社製作の『日本ニュース』には買い出し列車を牽くコッペル機（静岡鉄道藤相線）が登場している。

### 文学
藤枝市出身の藤枝静男と小川国夫の作品には「軽便鉄道」として何回か登場している。